# 水舍與火舍

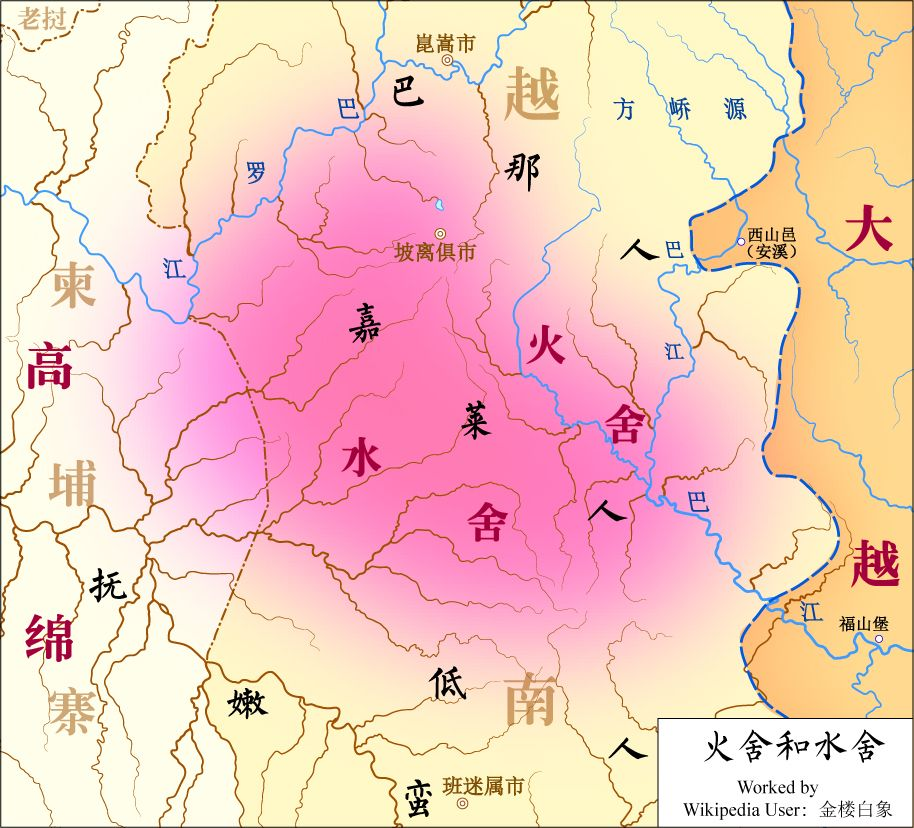
水舍和火舍活动范围

水舍（越南语：／，汉喃：依夷依翁），火舍（越南语：／，依𠸟依翁），越南坡离具高原的两大嘉莱族氏族部落。水舍国首领称为水王（Pơtao Ia），火舍国首领称为“火王”（Pơtao Apui），另有“风王”（Pơtao Angin），不载于历史典籍。嘉萊語「Pơtao」一詞雖多被稱為「王」，但並非真正意義上的王，事實上他們是掌控水、火、風的巫師。

## 民族
這一帶共有三個自稱能夠掌控巫術的部落，其部落酋長的頭銜分別為「水法師」（嘉萊語：Pơtao Ia，埃地語：Mtao Êa，高棉語：Sdet Tik，寮語：Sadet nam）、「火法師」（嘉萊語：Pơtao Apui，埃地語：Mtao Pui，高棉語：Sdet Phlong，寮語：Sadet Fai）以及較少為人所知的「風法師」（嘉萊語：Pơtao Angin）。嘉萊語「Pơtao」一詞雖多被稱為「王」，但並非真正意義上的王，事實上他們是掌控水、火、風的巫師。越南古代文獻將水法師與火法師分別稱為「水王」和「火王」，他們統治的部落分別為水舍和火舍。
據現代學者考證，水舍和火舍分別位於今日嘉萊省阿雲巴市社以及多樂省亞蘇縣境內。
水舍與火舍這兩個部落政權直到19世紀仍然存在。1850年，法國傳教士Fr. Bouillevaux侵入湄公河流域時，曾提到嘉萊族有位甚為受人崇敬的君主「火王」。
1893年法暹戰爭之後，法國控制了寮國，中部高原的控制權被交給了駐紮在下寮國上丁的法國顧問。嘉萊人反抗，於1894年擊退了法國殖民者。後來在1897年1月，法國派遣一支大型縱隊入侵並將其征服，焚燒了嘉萊人的田地和村莊。1904年，火王袭杀法国官员乌登丹（Prosper Marie Patrice Odend'hal）。不久之后，法军进攻，火王出逃。法国人将其领地转交给安南保护国，设置坡离箕低省管辖之。
直到越戰期間，火王的村莊還維持著一定程度的自治。1987年，末代火王去世。由於越南當局的憂慮，其指定的繼承人Siu Aluân未能被允許繼承火王之位。Siu Aluân於1999年去世，未指定繼承人。

## 越南文獻記載
根據阮朝史料《大越地輿全編》的記載，水舍与火舍以婆南山为界，共有村落五十餘個。水舍居山之东，东接富安省福山屯，南接石城蛮，北接占省生蛮。火舍在山之西，西接真腊（柬埔寨）山卜所南，南接落蛮。两国以上大江、下巴江为界。水舍、火舍本是占婆的一部分，南蟠在其南边，占婆衰落后成为自治部落。
16世纪初，阮潢割据顺化、广南，水舍、火舍派遣使者到富春朝贡。阮主定其五年一贡，并派官员到二舍赐铜器、锦衣等物。
嘉隆二年（1803）三月，水舍、火舍遣使至富安进贡。
明命二年（1821），国长麽乙遣人从福山入贡。不久麽乙去世，二舍遂停止了朝贡。
明命十年（1829），明命帝派人勘探二舍，酋长麽蓝款待了来自阮朝的使者，并奉上象牙请求朝贡。阮使问水舍、火舍为二国还是一国，译者说没听過水舍之名，从此都以火舍之名入贡，定三年一朝贡。
明命十五年（1834），火舍派遣使者二人至顺化，明命帝下敕令赐火舍酋长姓永，名保，朝觐的两名使者赐姓岭和峤。永保去世后，外甥袭位，赐名永列。
明命二十一年（1840），有头目号称是火舍，以人、象至镇西城府山卜县尉家请求通贡。山静府上报了此事，此后明命帝命富安属弁黎文权招蛮人摩撑为向导，从富安西行六日，乃至其国，通过询问，才知道是译者将水舍误译为火舍。
绍治元年（1841），水舍、火舍再次合贡。绍治帝赐火舍酋长名久赖，改正了之前将水舍误译为火舍的错误。

## 风俗
根據越南文獻《大南實錄》的記載，水舍與火舍風俗尚鬼，無甲兵，自耕而食，自織而衣，無君臣之分，亦無刑名之法。無文字，遇事以結繩為記。無城郭，就連君長也住在茅草搭建成的長屋中。他們沒有稅收的概念。其君長不參與任何事務，僅為最高祭司。相傳二位君長有禱告天氣的靈異之能，水王能夠降雨，火王能夠使陰雨停止，故而有水王和火王之稱。他們的法術在柬埔寨很知名，國王安贊二世對他們甚為崇敬，經常請他們作法。
據該地民間稱，二王不能相見，否則必然一生一死。死後，君長之位不能傳給兒子，只能傳給孫子或外甥。

## 延伸閱讀
- The Regional Centrality of Vietnam’s Central Highlands （页面存档备份，存于）
- Huyền thoại những Pơtao Tây nguyên - Kỳ 1: Miền hư ảo của Pơtao Ia
- Huyền thoại những Pơtao Tây nguyên - Kỳ 2: Về đất Hỏa xá
- Tìm hiểu nước Thủy Xá và Hỏa Xá qua mộc bản triều Nguyễn （页面存档备份，存于）